# BM-lampan
BM-lampan är en svensk teknisk belysningsarmatur som konstruerades av Karl Gustaf Lindesvärd och lanserades av Bröderna Malmströms metallvarufabrik år 1944. Det var den första arbetslampan med utbalanserad bärarm som klarade Svenska Elektriska Materielkontrollanstaltens krav och blev godkänd för S-märkning.

## Produkten

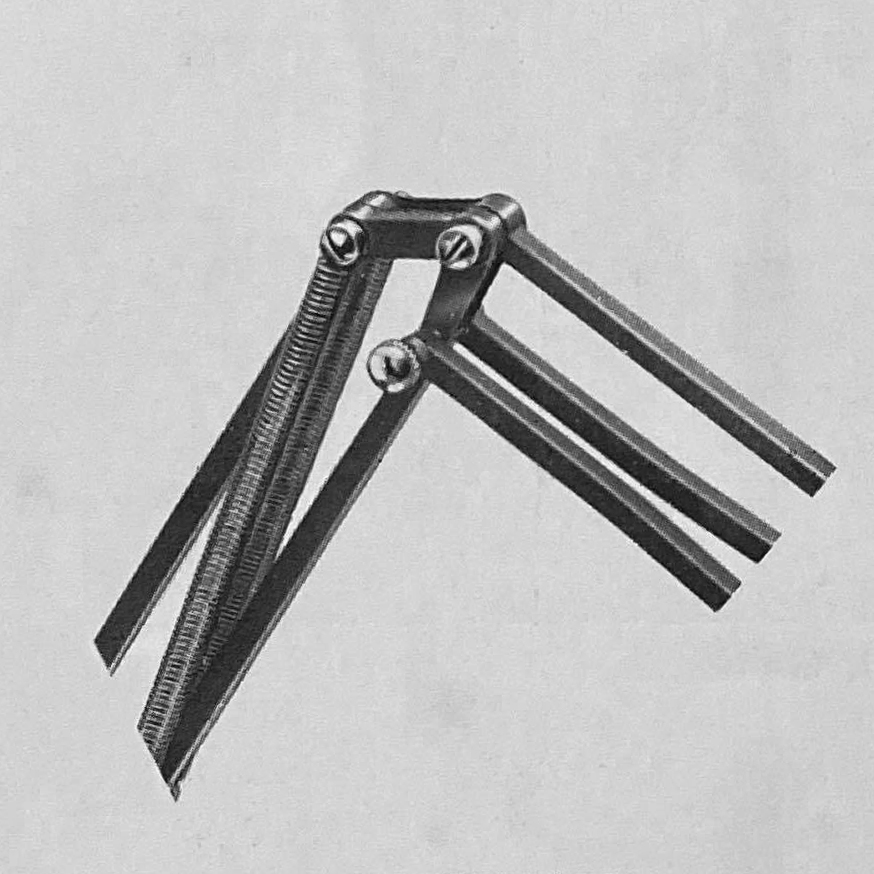
Patenterad konstruktion med skyddad elektrisk ledning genom leden.

Den funktionella nyheten med BM-lampan var en patenterad lösning med inkapslad elsladd genom mittersta leden för att klara Semkos tekniska säkerhetskrav. Det främsta kravet var att ledningen skulle vara helt skyddad i samtliga leder. Elektriska ledningar genom rörliga leder i lampor orsakade annars ofta isolationsfel med beröringsolyckor eller tillbud som följd. S-märkning på belysningsarmatur var vid tidpunkten än så länge frivillig men samtidigt var elsäkerhet eftertraktat av både allmänhet och professionella inköpare.
Utmaningen var att tillgodose kontrollanstaltens tuffa fordringar utan att inkräkta på mekanismens lättrörlighet. Patentet medförde inte enbart elsäkerhet utan hade också fördelen att den mittersta leden blev en kopplingsdosa. Tack vare dosan kunde två olika kvaliteter på elektrisk ledning användas i samma armatur. En mer tålig strykjärnssladd uppe vid den rörliga reflektorskärmen och en enklare rumssladd i den nedre delen där ledningen inte var lika utsatt för påkänningar. Det medförde också att den nedre sladden vid behov lättare kunde bytas av en lekman eftersom hela armaturen inte behövde plockas isär.
Reflektorskärmen kunde med blott ett fingers hjälp röra sig fritt i både horisontalplanet och vertikalplanet och alltid stanna i ett jämviktsläge. En av orsakerna till det var reflektorskärmens upphängning i sin egen tyngdpunkt med hjälp av en bygel och två infästningspunkter som bildade en horisontell axel genom reflektorns masscentrum. Reflektorskärmens inställning i olika lägen störde därför inte jämviktsförhållandet. Med två fjäderbelastade kordongmuttrar (muttrar med lättrade kanter) kunde minimal friktion på reflektorskärmens leder ställas in för att den skulle löpa lätt och ändå stanna i önskat läge.
Ytterligare säkerhetskrav från provlabbet på Semko var att reflektorskärmen med dess ledning inte fick utsättas för vridning. Därför placerades en stoppkula inne i den förkromade reflektorbygelns axel mot vinkelarmen så att reflektorn inte gick att vrida mer än 180 grader.
Till BM-lampans nyheter hörde också den mönsterskyddade formgivningen. Mönsterskyddet gällde reflektorskärmens form, som var ny för att ge bästa möjliga ljusfördelning, samt formen på reflektorns bygelinfästning. Mönsteransökningen inkom till Kungliga Patent- och registreringsverket den 10 juni 1944 via juridiska ombudet A W Anderson och registrerades den 17 juni 1944 med nr 2408.
Konstruktioner blir generellt sett lättare, starkare och får större livslängd av måttnoggrannhet samt snävare toleranser och passningar. BM-lampan marknadsfördes som ett precisionsarbete bestående av fler än 100 olika tillverkningsdetaljer med måttnoggrannhet ner till hundradels millimeter enligt ritningarna. Produkten var ursprungligen avsedd som platsbelysning för den professionella marknaden.
Produkten levererades med bords-, vägg- eller ritbordsfäste. Den första generationen BM-lampor var lackerade i beige eller grönt. Därefter kunde produkten beställas även i färgerna vit, grå, svart, blå eller röd. Spegelreflektor och bländskydd var tillbehör. BM-lampan var i produktion fram till i början av 1970-talet då tillverkaren Bröderna Malmströms upphörde. Vissa rationaliseringar gjordes under produktens livscykel men grundkonstruktionen och reflektorskärmens mönsterskyddade form ändrades aldrig.
Från år 1945 fick BM-lampan kabelgenomföringar av en ny patenterad konstruktion och hade således två patent. De speciallindade dragfjädrarna till BM-lampans bärarmar levererades av Fjäderfabriken Spiros som också levererade fjädrar till Facits räknemaskiner och Haldas skrivmaskiner.
BM-lampan levererades bland annat till samtliga statliga verk och inrättningar i Sverige under åren 1944–1949. Under perioden 1946–1950 såldes BM-lampan hos Nordiska kompaniet inom konceptet NK-bo både i Sverige och utomlands. Från slutet av 1940-talet var Konsum/Kooperativa (KF) en av återförsäljarna för BM-lampan.
BM-lampan finns representerad i samlingen Nordiska museets föremål. Bland kända arkitekter, scenografer och designer som använde BM-lampan kan nämnas Carl-Axel Acking, Sigurd Lewerentz, Folke Löfström, Bibi Lindström, Elias Svedberg, Astrid Sampe, David Rosén, Karin Falck, Birgitta von Hofsten, Kerstin Lokrantz och Povel Ramel.

### Optic Lamp
År 1954 lanserades en variant av produkten, Optic Lamp nr 2825, där reflektorn ersattes med ett instrumenthuvud försett med både ljuskälla (2 × 15 watt) och förstoringsglas. Armlängden var 80 cm. Glaslinsen var bikonvex, 5 tum i diameter och kunde levereras med 3–6 dioptrier. Optic Lamp var avsedd för laboratorier, tandläkare, tecknare, ingenjörer, verktygstillverkare, gravörer med flera. Optic Lamp såldes på världsmarknaden i samarbete med internationella tradingbolaget Elof Hansson i Göteborg.
Något år senare lanserades Optic Lamp nr 2829 med cirkellysrör (22 watt, 2 000–3 000 lux) som ljuskälla istället för glödlampor. Armlängden var 105 cm. Samtliga Optic Lamp-modeller hade, precis som BM-lampans reflektorskärm, instrumenthuvudet upphängt i en bygelkonstruktion för att erhålla bästa möjliga jämviktsförhållande i utbalanseringsmekanismen.

## Historia

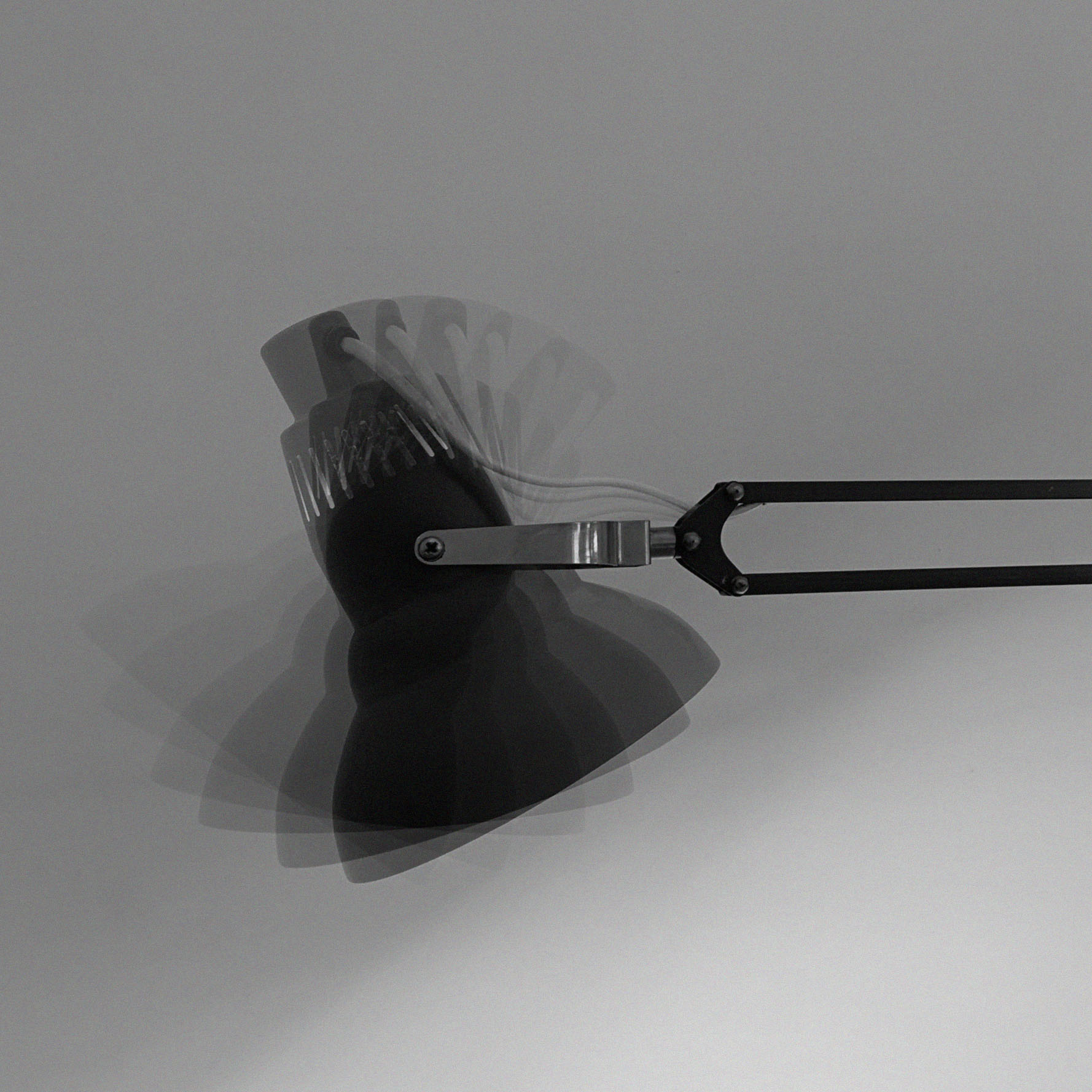
BM-lampans mönsterskyddade reflektorskärm är upphängd i tyngdpunkten med en bygel vilket gör den lättrörlig.

BM-lampans konstruktion var en vidareutveckling av britten George Carwardines belysningsarmatur med patenterad utbalanseringsmekanism, Anglepoise-lampan nr 1208, från år 1932. Den brittiska utbalanseringsmekanismen med de kända spiralfjädrarna som motvikt var patenterad bland annat i England och några år senare i USA via fjädertillverkaren Herbert Terry & Sons Ltd. På den tiden fanns inte EU-patentlagar  utan patenten gällde för varje land där de var registrerade. Vilket öppnade för BM-lampan att säljas i de länder där Carwardines uppfinning inte var registrerad.
Totalt producerades tre generationer av BM-lampan, varav de två första hade modellnr 2700, och den senare modellnr 2700 X. Den första generationen hade två utföranden med respektive utan skyddsjordning. Skillnaden mellan första och andra generationen var tillkomst av luftspringor i reflektorn för att avleda värmeenergi ut ur armaturen. Den tredje och sista generationen hade genomgående ledning i armaturens vinkelarm, och därför ingen kopplingsdosa, vilket var möjligt tack vare elledningarnas förbättrade egenskaper. De så kallade pv-ledningarna med isolering av polyetylen, tålig och böjlig plast, ansågs bidra till elsäkerheten och blev alltmer accepterade från och med början av 1950-talet. Kraven från Semko anpassades i takt med materielegenskapernas snabba utveckling. De tåligare ledningarna behövde inte längre vara helt skyddade genom lederna vilket gjorde det lättare att klara sig igenom Semkos provningsbestämmelser. Utvecklingen öppnade för fler svenska företag att börja tillverka liknande produkter.
Utbalanserade ledarmaturer tillverkades av flera nordiska företag. Till en början av norska Jac Jacobsen (Luxo), och senare av finska Airam och Lival, svenska Asea, Bröderna Engströms El AB (Ledo), Waso-verken (Ledu), Femo-verken, Pileprodukter (Watto) och Ikea, med varierande kvalitet. Jac Jacobsen presenterade sin modell Luxo 1001 redan år 1938 och använde sig då av samma typ av reflektorskärm med en enda infästning som Carwardine hade på sin ursprungsmodell. Luxo 1001 såldes i Sverige från och med cirka år 1940 via Jac Jacobsens svenska kontor i Göteborg men var olovligt S-märkt och företaget blev anmodat att ta bort märkningen. BM-lampan tog upp kampen med Luxo på sin hemmamarknad med teknisk produktkvalitet och S-märkning som försäljningsargument. Därav uttalanden som ”den enda platsbelysning i sitt slag som är godkänd för S-märke” och ”den mest fulländade arbetslampa som hittills konstruerats”. Luxo, Asea, Ledu, Femo med flera svenska tillverkare tog efter BM-lampans populära form på reflektorn, med den karaktäristiska bulan på mitten som ibland kallas parabolskärm, från och med i början av 1950-talet.
Den 1 juli 1950 infördes obligatorisk S-märkning på så kallade flyttbara glödlampsarmaturer i Sverige. Till flyttbara glödlampsarmaturer räknades bland annat platsbelysningar med skruvtvingfäste för bord. Tillverkare och importörer på svensk marknad hade då inte längre något val utan var tvungna att skicka in de av bestämmelserna berörda produkterna till Semko för kontrollprovning. Armaturer med provningstvång som inte uppfyllde Semkos normbestämmelser fick inte säljas i Sverige. Fram till oktober 1949, då de första Luxo-armaturerna blev typgodkända (med dispens), var BM-lampan den enda belysningsarmatur med utbalanserad bärarm som fick bära S-märke.

## Galleri

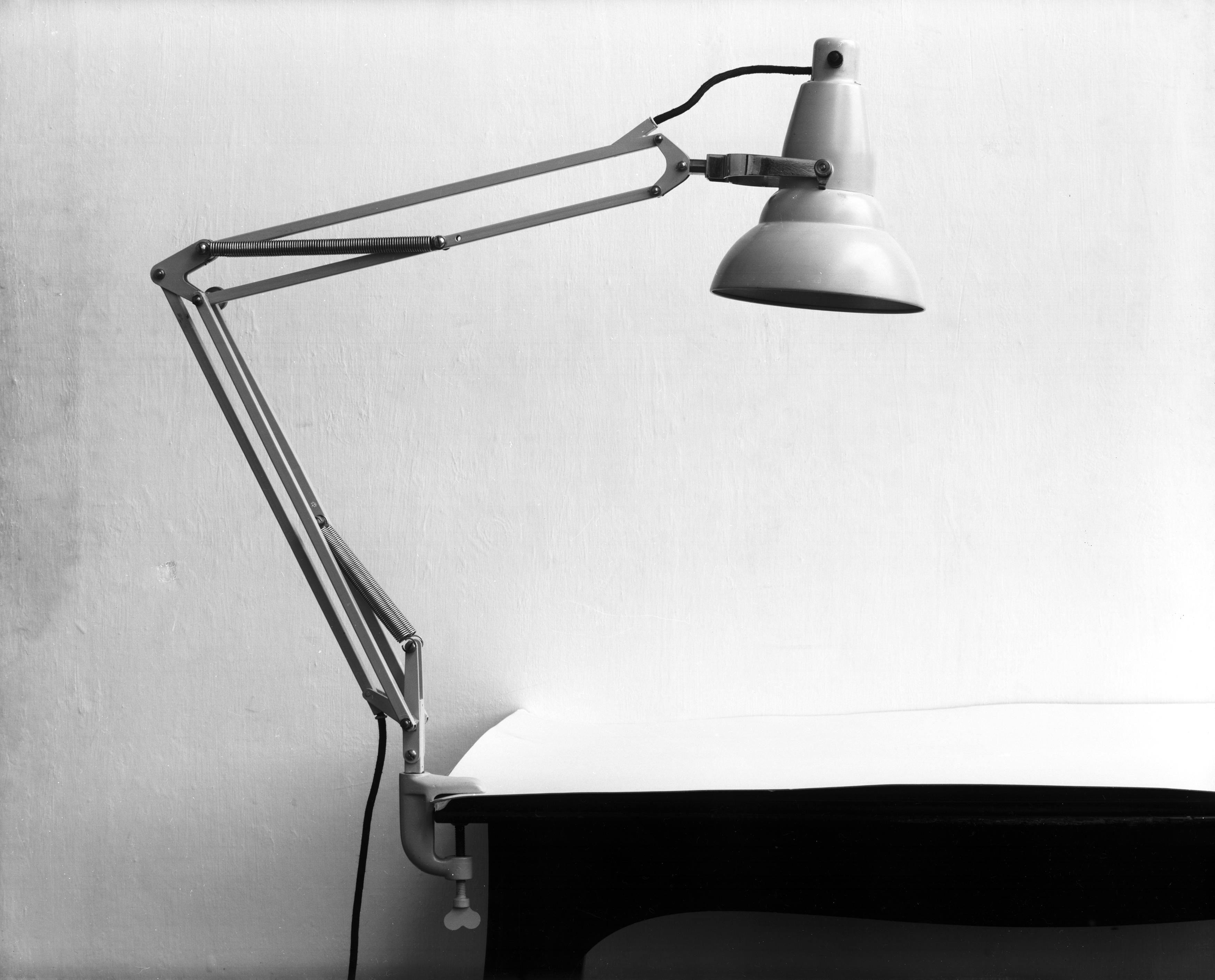
Produktfoto för katalogpublicering (1944).
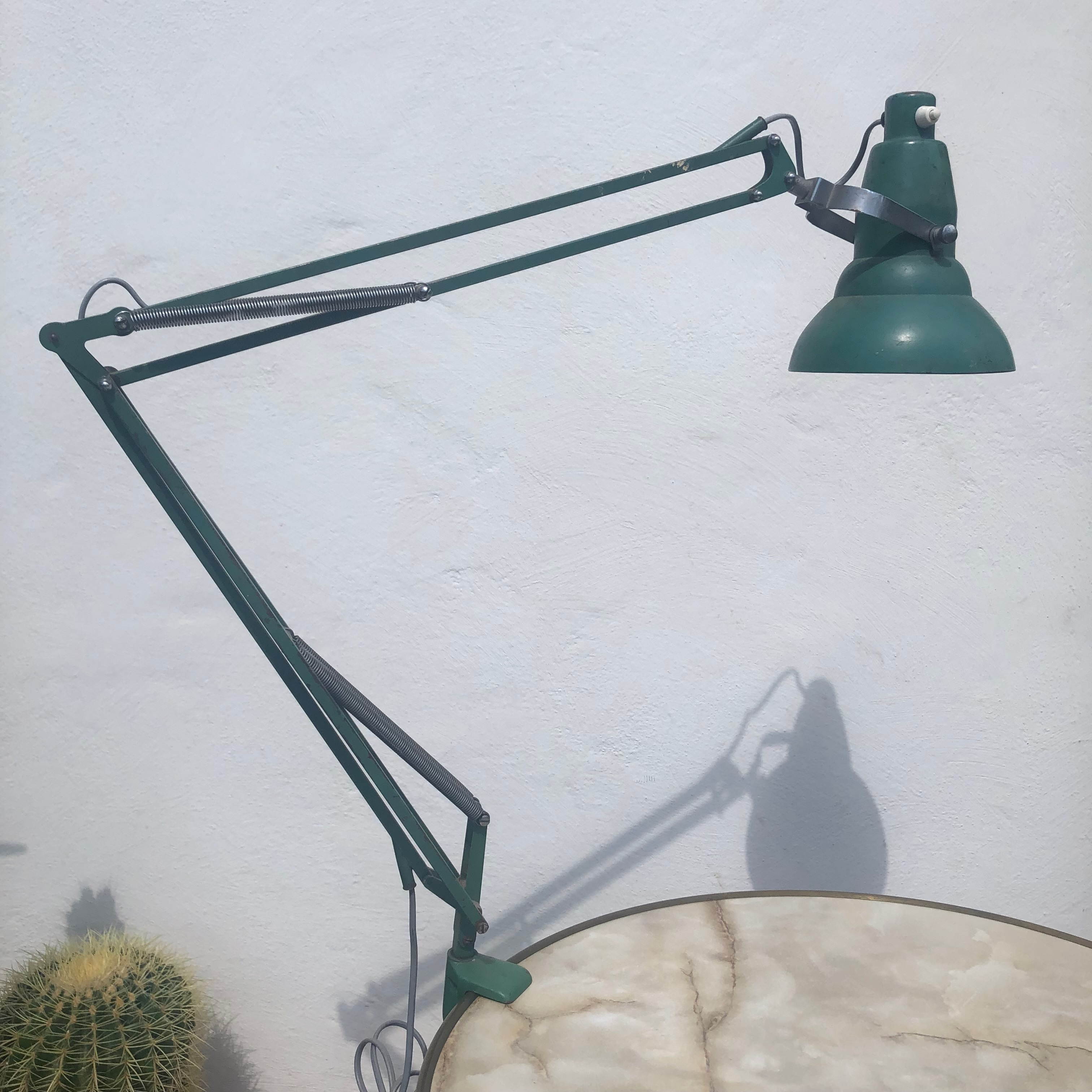
Tidigt exemplar från 1944–1946 (2022).
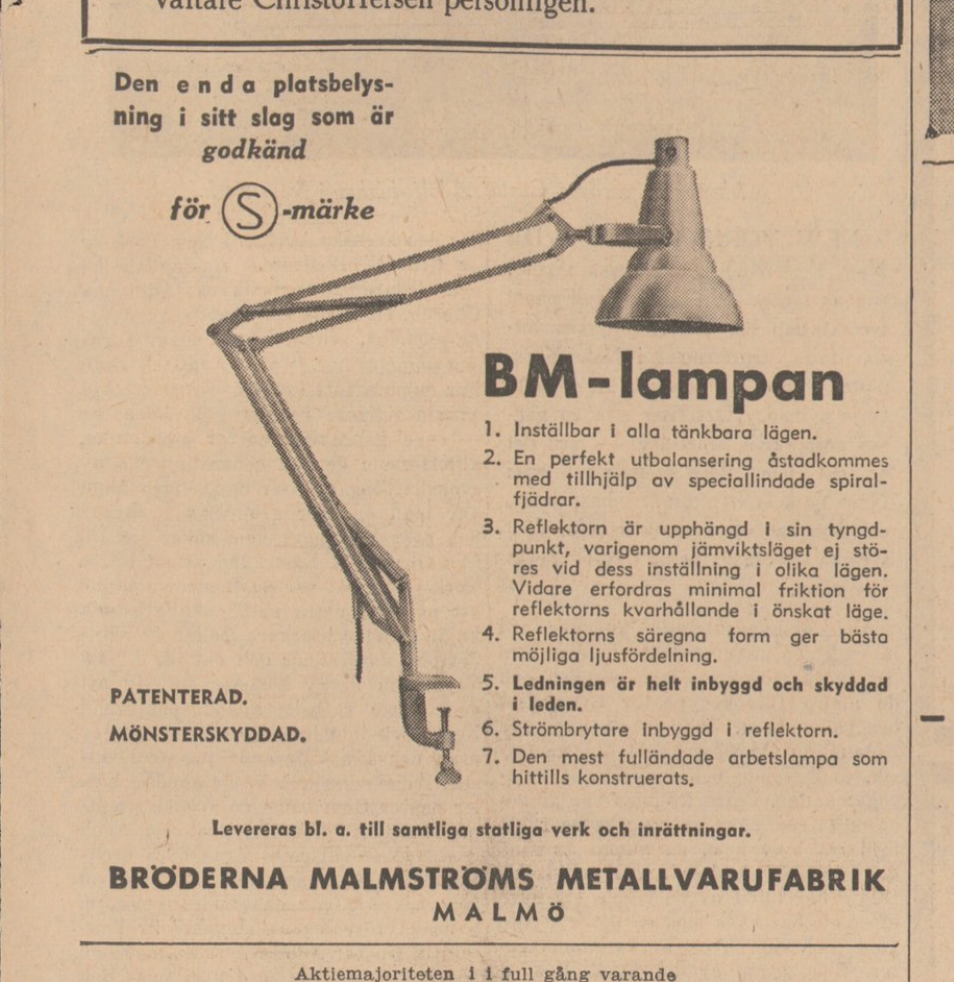
Dagspressannons, Svenska Dagbladet (1947).
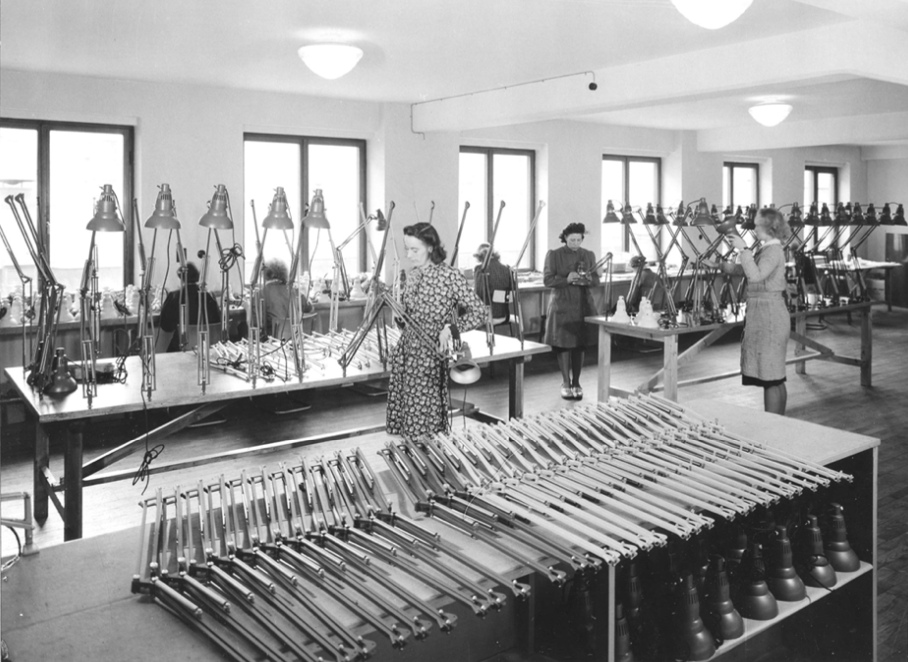
Montering, Porslinsgatan 5, Malmö (ca 1950).
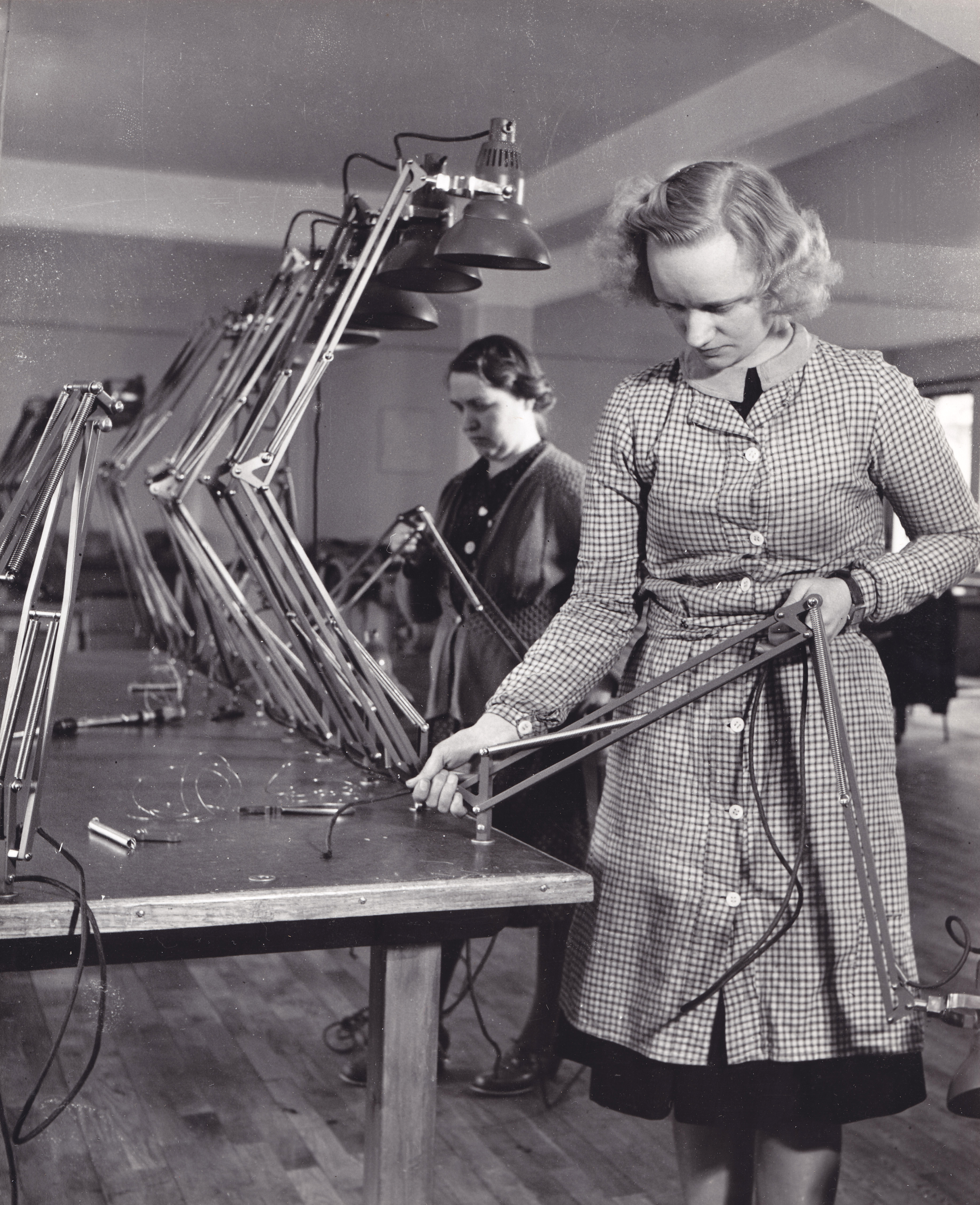
Montering, Porslinsgatan 5, Malmö (ca 1950).
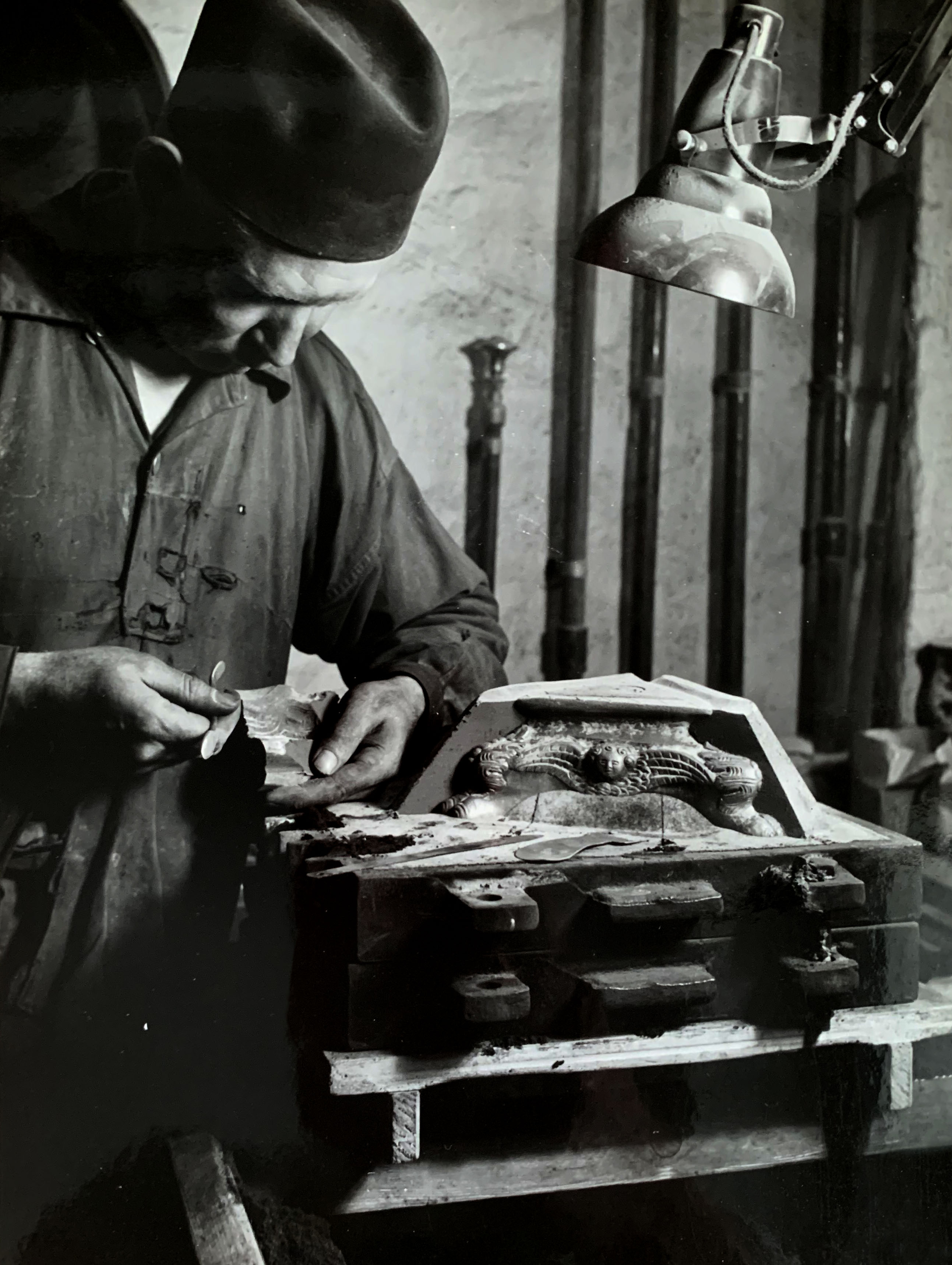
BM-lampan som platsbelysning i gjuteriverkstad (ca 1950).
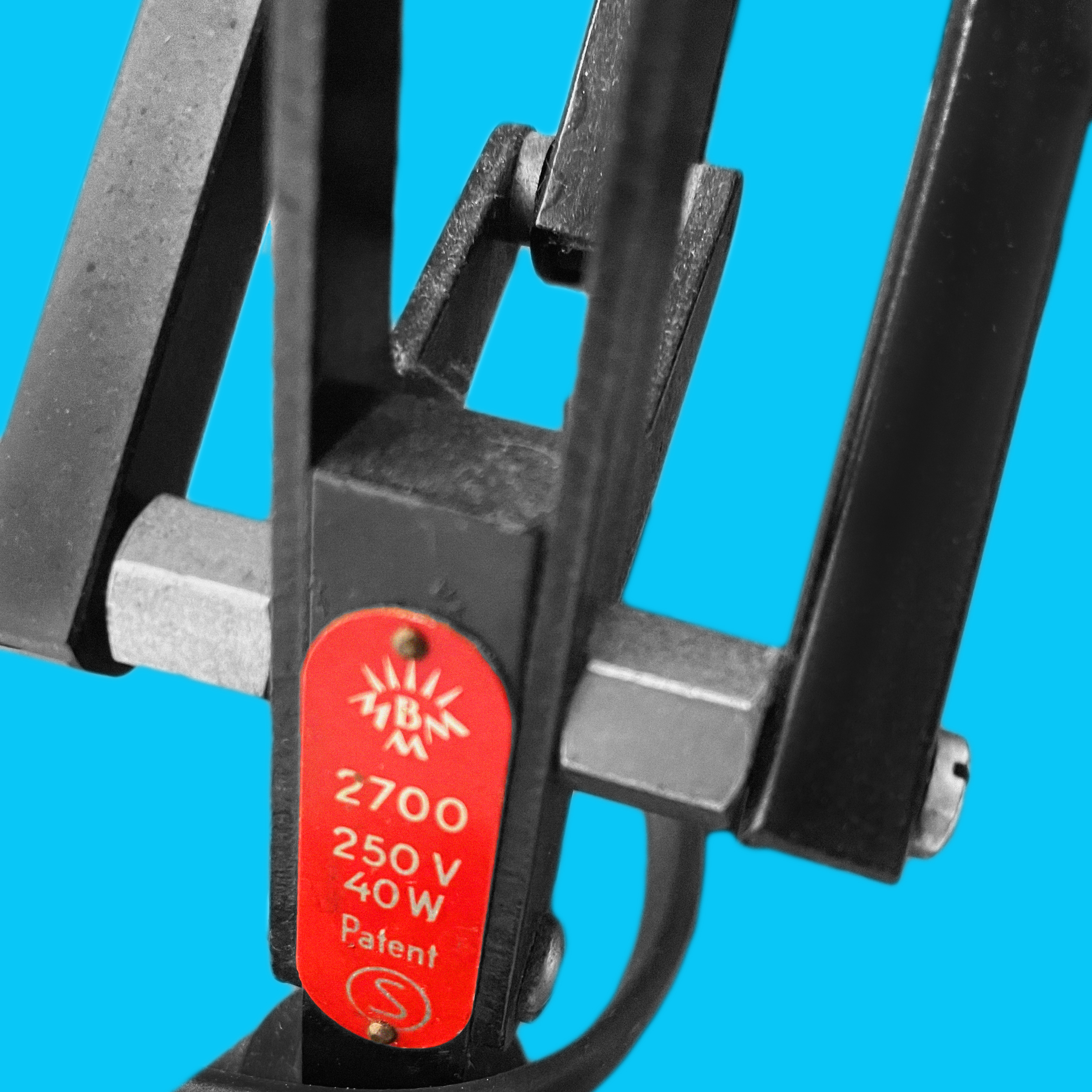
Märkskylt med ursprungsmärkning (logo), typbeteckning (2700), driftspänning, maxeffekt (250 V, 40 W) och godkänningsmärke (S) enligt Semkos krav.
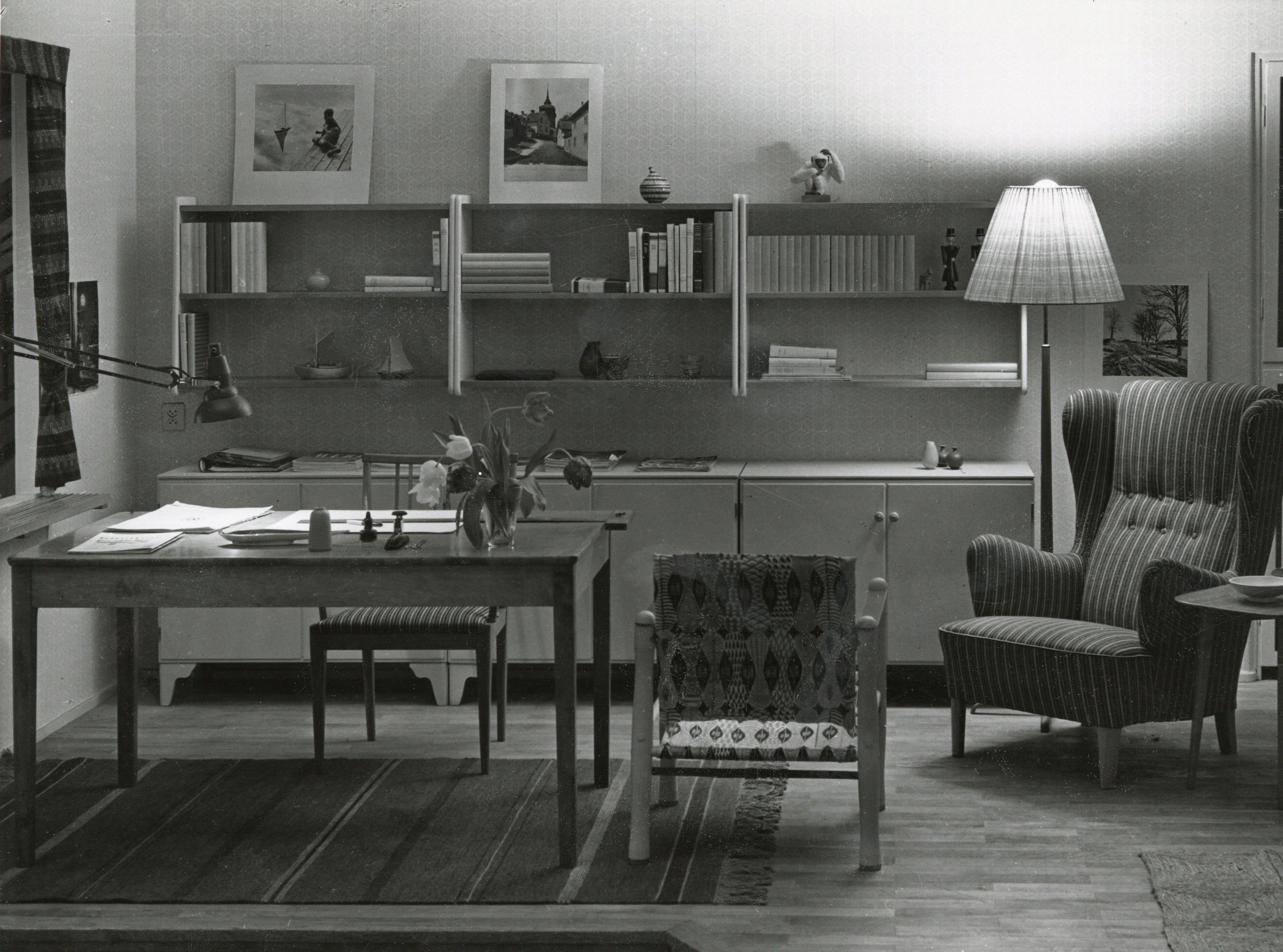
Utställningen Bo med bra ljus, NK-bo, Stockholm (1948).
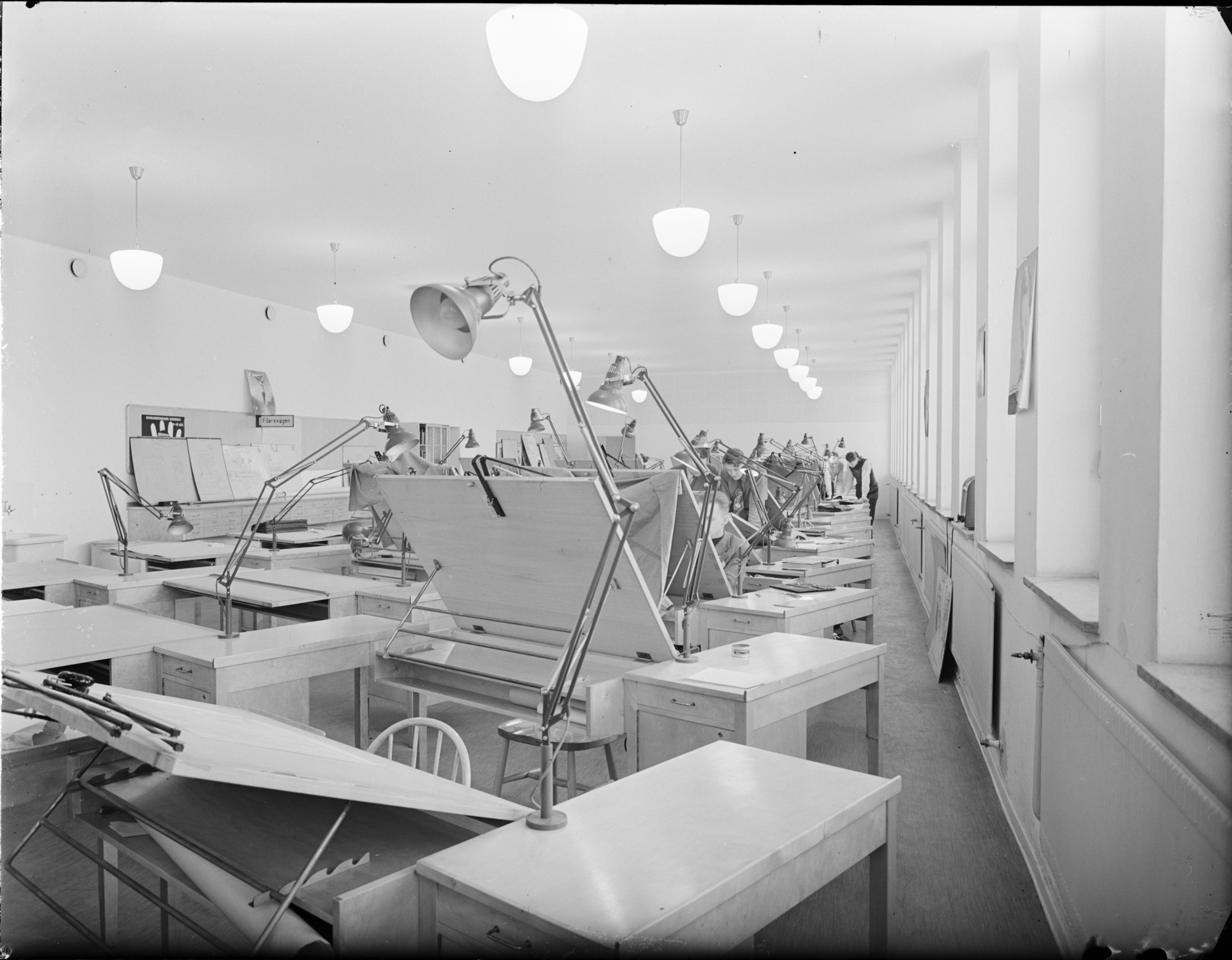
Chalmers tekniska högskola, mekanik, ritsalen, Göteborg (1954).
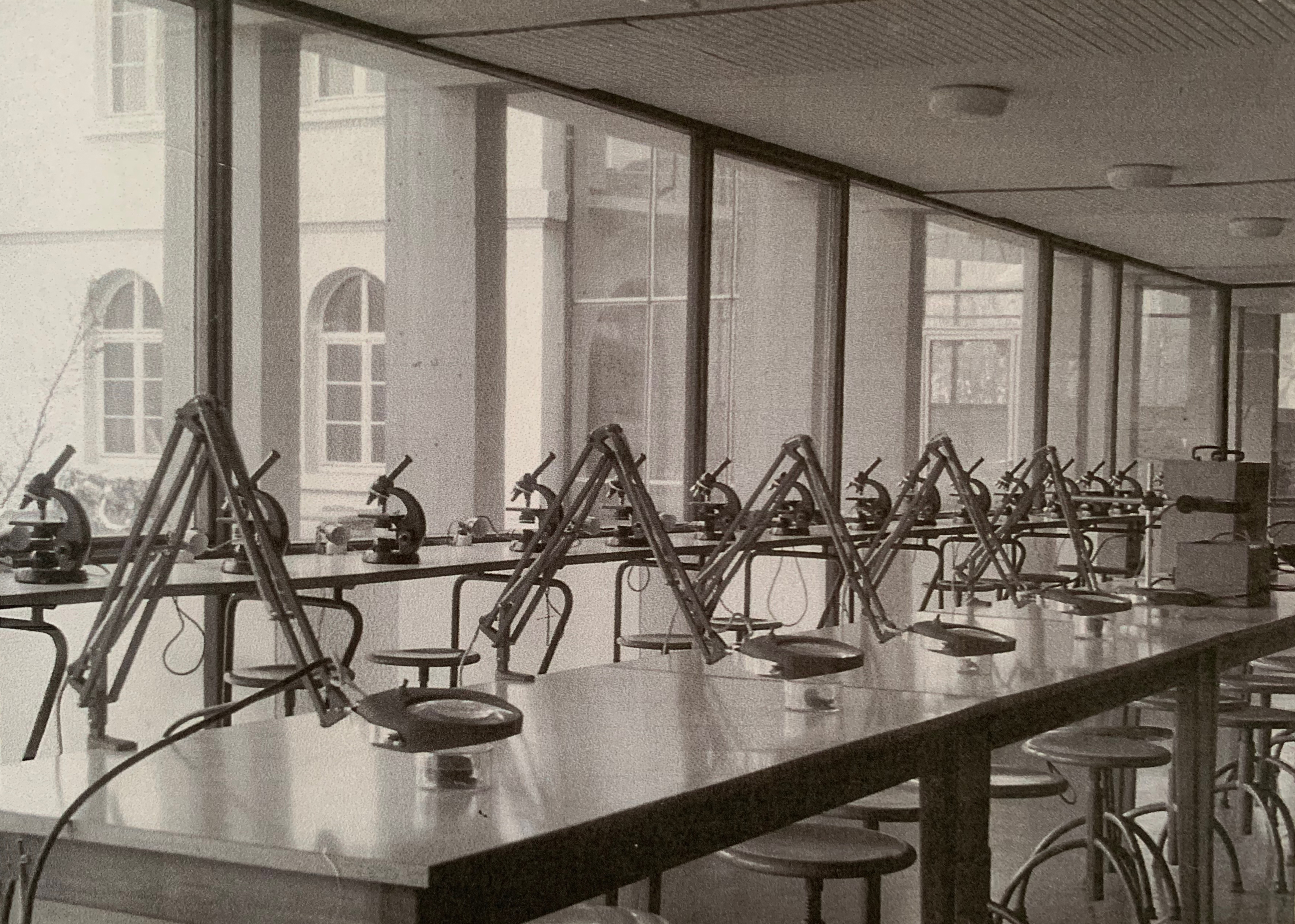
Optic Lamp nr 2825, förstoringslampan, utställning på Skånemässan (1954).
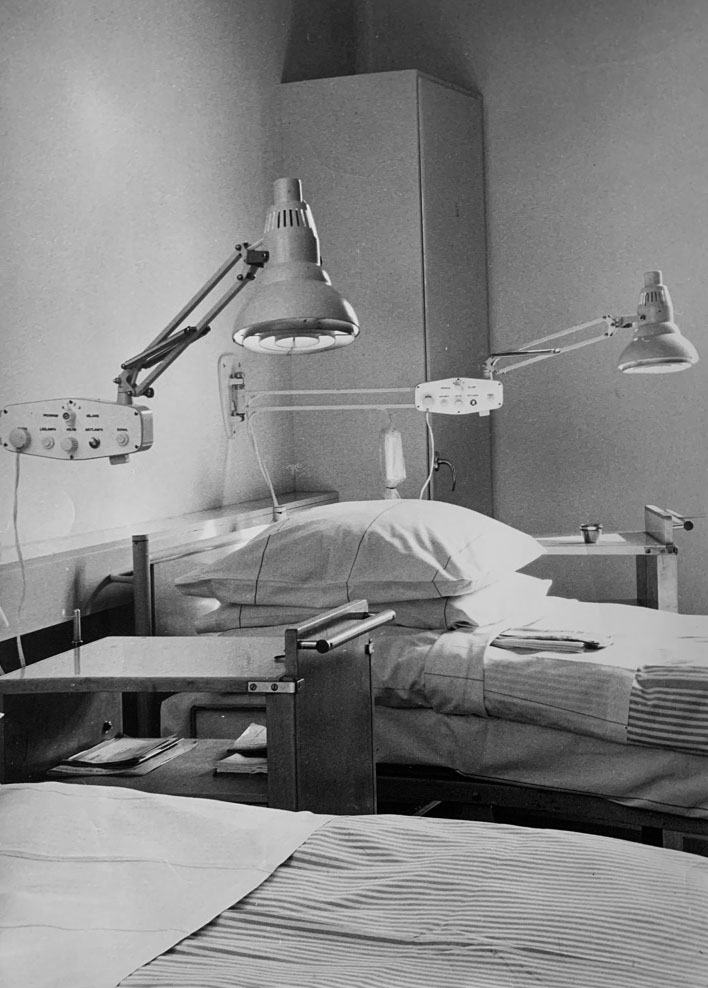
BM-lampans övre bärarm och reflektor som del av sjukhusarmatur (ca 1965).
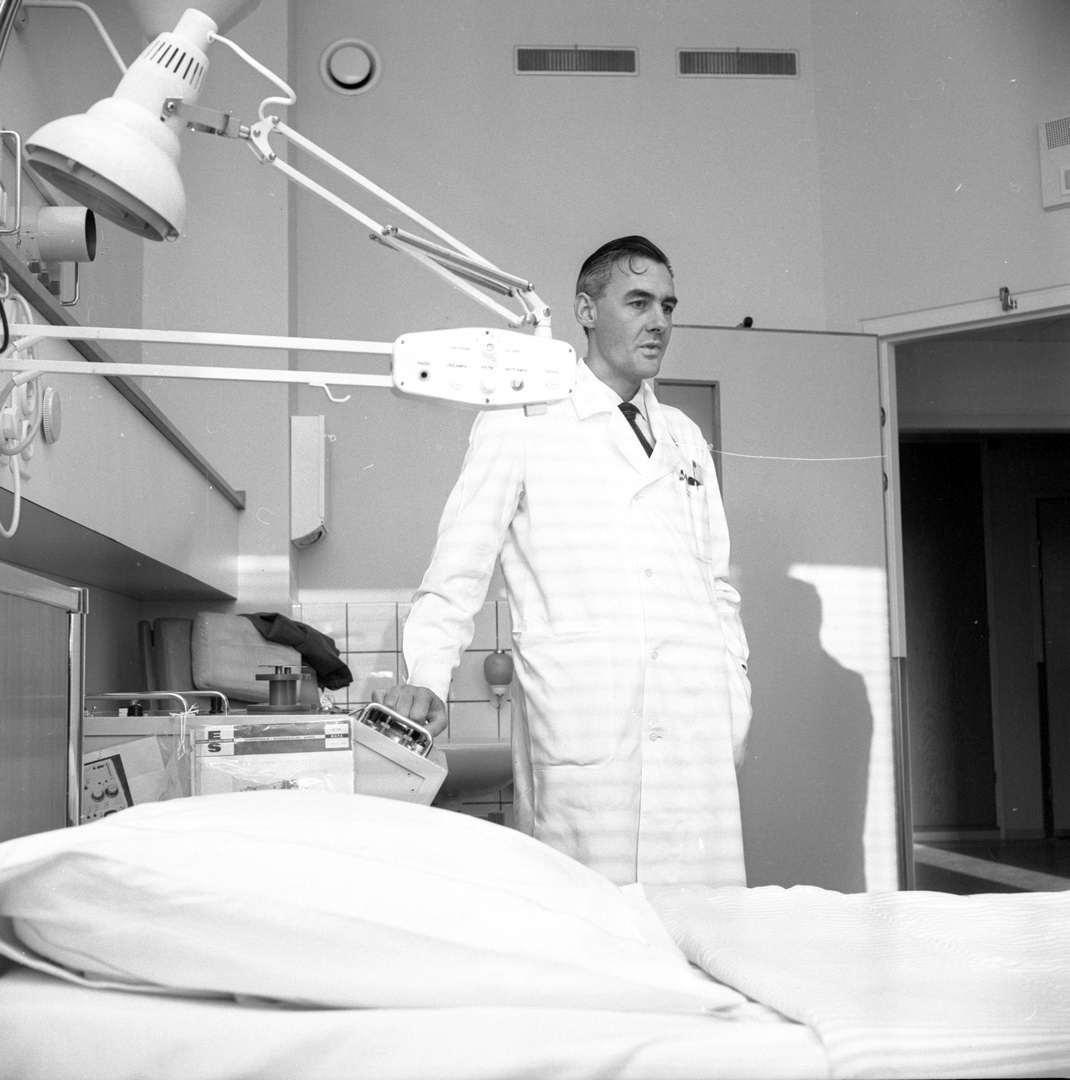
Karlshamns lasarett, hjärtavdelningen (1968).
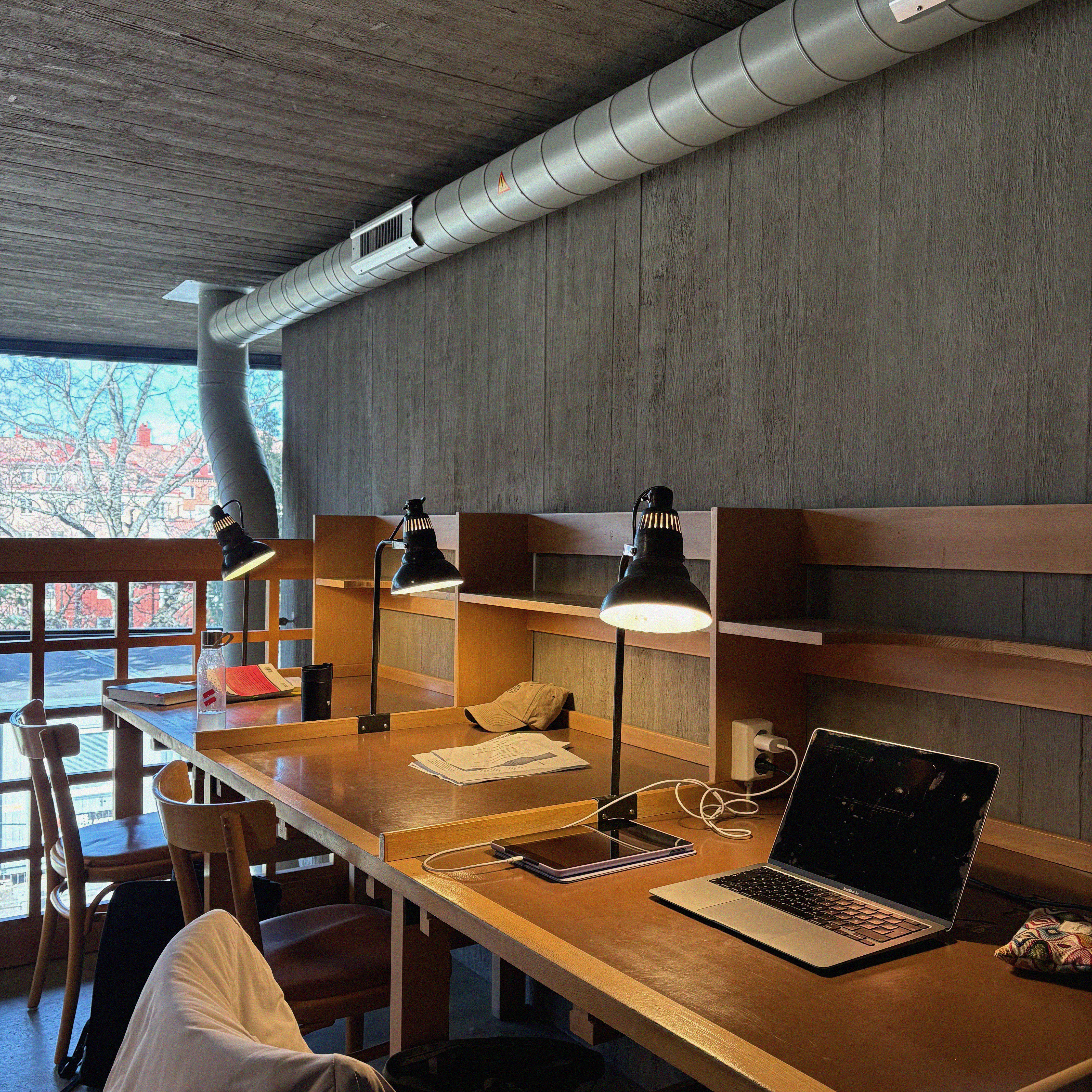
BM-lampan som bibliotekslampa, Carolina Rediviva, Uppsala.
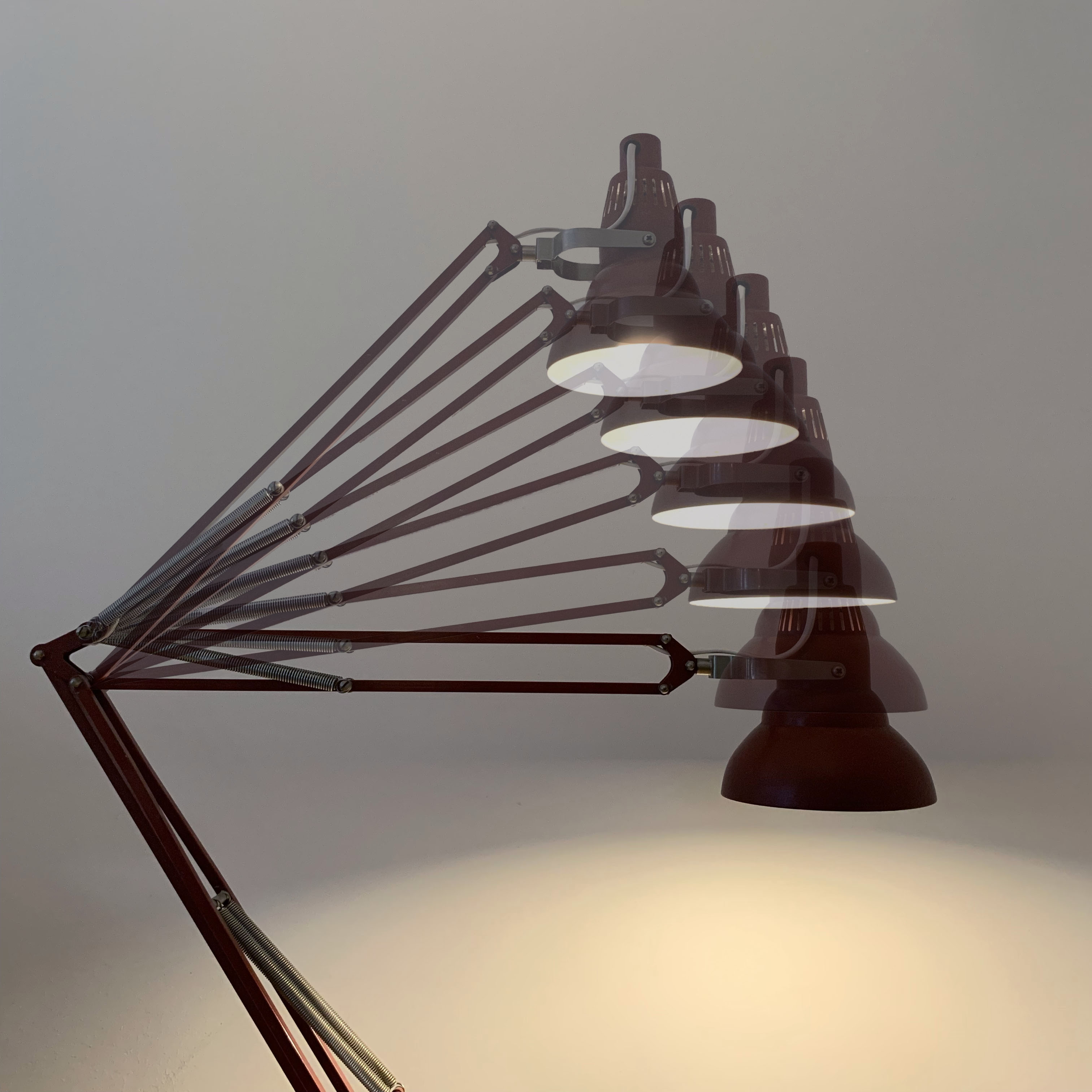
Principen för parallellstyrd reflektorskärm.

### Semkos normer
1. ↑  Strykjärnssladd kallades den gummi- eller termoplastisolerade ledning som hade Semkos normbeteckning N 15.
2. ↑  Rumssladd kallades den gummi- eller termoplastisolerade ledning som hade Semkos normbeteckning N 16.